# أخبار كيو (مجلة بريطانية)
أخبار كيو هي مجلة شهرية بريطانية توقفت عن الصدور، وتدور حول موضوعات تتعلق في الغالب بالمسلمين.

## المحتوى
تأسست صحيفة أخبار كيو على يد رئيس تحريرها آنذاك فؤاد النهدي، ونشرتها شركة كيو نيوز ميديا المحدودة في آذار 1992. كانت المجلة شهرية صغيرة ومستقلة، وكان لها نسخة إلكترونية ونسخة مطبوعة. أُنشئَت كمنشور صحفي نصف شهري قبل أن تتطور إلى شكل مجلة شهرية. أُلغيَت المجلة في تشرين الأول 2011. 
كانت المجلة تمثل وسائل الإعلام التجارية البديلة ذات الملكية المستقلة الممزوجة بمهمة سياسية ودينية. وقد قدمت مزيجًا من أسلوب الحياة والمعلومات التي تتميز بالقصص الثقافية والسياسية والدينية مع التركيز على أهميتها بالنسبة للمسلمين في جميع أنحاء العالم. وقد قدمت تحليلًا مستقلًّا ونقدًا ومراجعة للشؤون الجارية والسياسة والثقافة والأفكار والروحانية. وقد خاضت نضالًا سياسيًّا من أجل الحريات المدنية، والحقوق، والمشاركة السياسية، وإدماج المسلمين في المجتمع البريطاني. ركزت على القضايا والموضوعات ذات الاهتمام المشترك للمسلمين.
كانت المجلة مستقلة سياسيًّا ولم تمولها أي دولة أو نظام معين. وقد حصلت على الدعم المالي في المقام الأول من الإعلانات والاشتراكات؛ وجاءت عائدات الإعلانات في الغالب من الشركات الإسلامية الخاصة والمنظمات الخيرية.
كان كل إصدار يحتوي على ما بين 50 إلى 78 صفحة وبلغت طبعة كل إصدار 20 ألف نسخة. كان لدى كيو نيوز طاقم مكون من 60 شخصًا غير مدفوع الأجر، 30 منهم صحفيون، و27 من العاملين المستقلين، وثلاثة من الكتاب.

## طالع أيضًا
- الإسلام في المملكة المتحدة